# Xylophanes thyelia
Xylophanes thyelia är en fjärilsart som beskrevs av Carl von Linné 1758. Xylophanes thyelia ingår i släktet Xylophanes och familjen svärmare. Inga underarter finns listade i Catalogue of Life.

## Bildgalleri

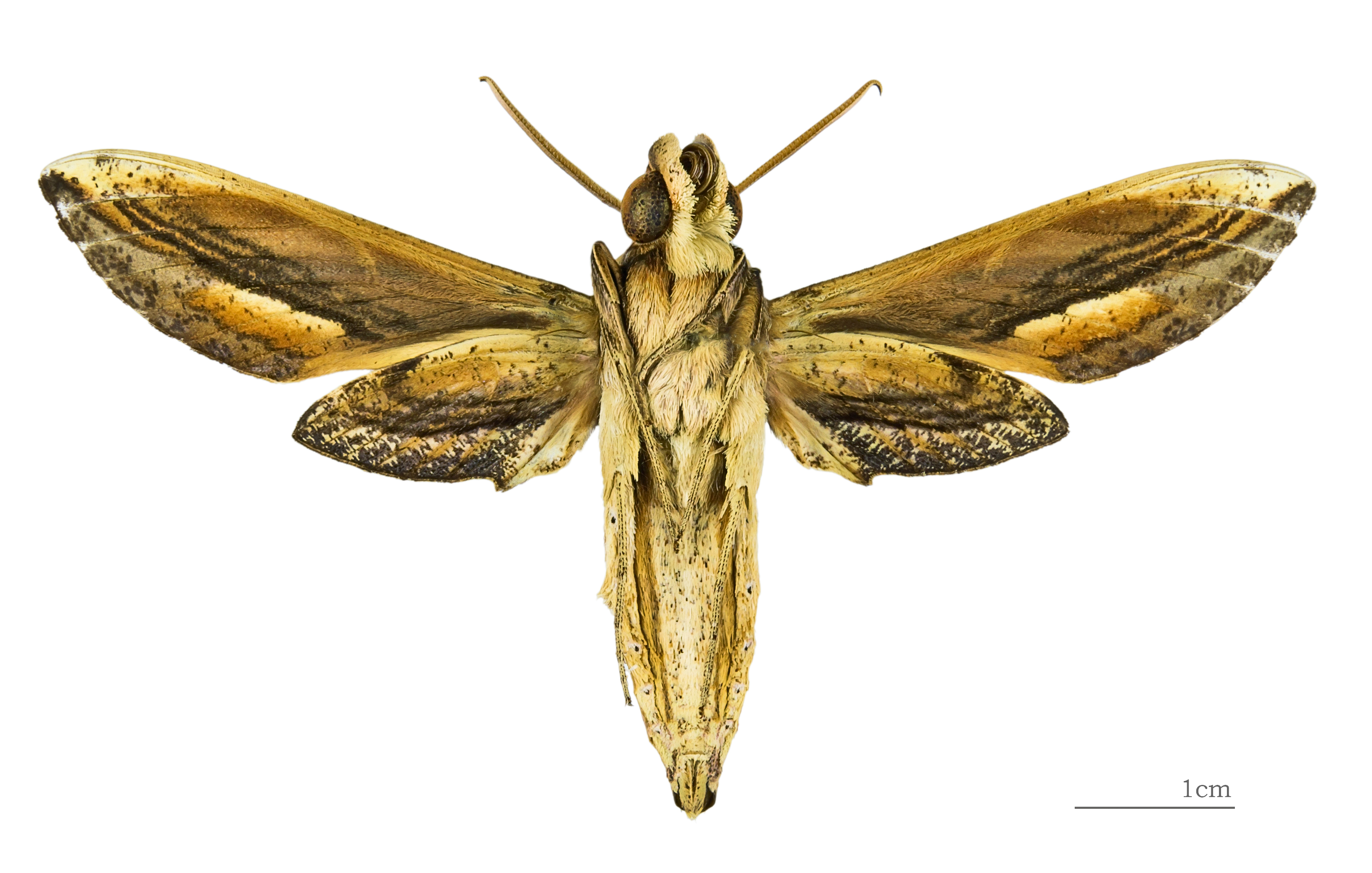
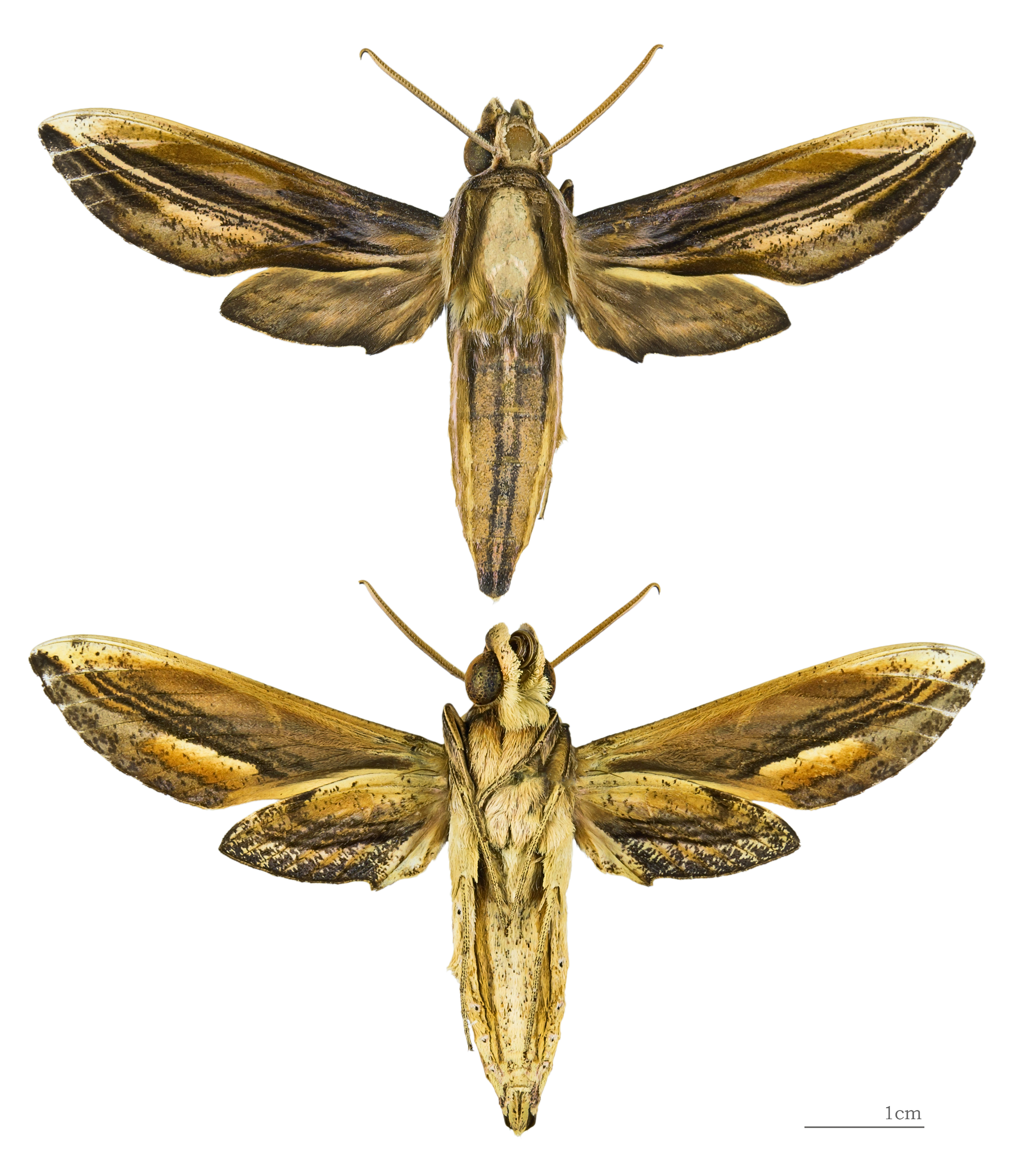